# Chad Hugo
Charles "Chad" Hugo (født 24. februar 1974) (kendt som Chad Hugo) er en amerikank musiker, der er kendt for at være med i bandet N*E*R*D hvor Pharrell Williams også er med. Han er også med i The Neptunes.